# Tokushima Arts Foundation for Culture

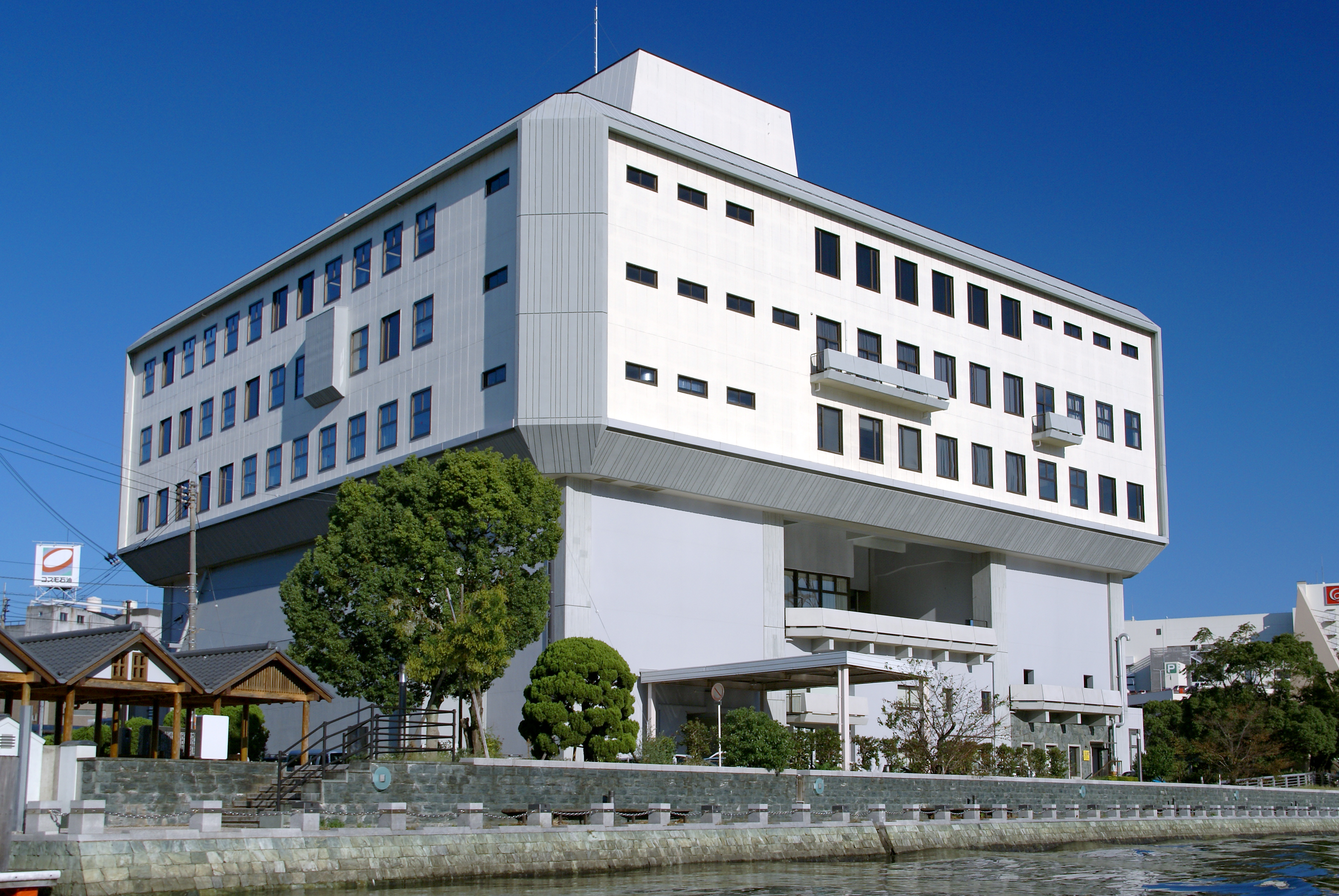
Le Tokushima Arts Foundation for Culture

Le Tokushima Arts Foundation for Culture（徳島県郷土文化会館）est un centre culturel polyvalent situé dans le district Aiba-cho de Tokushima, préfecture de Tokushima. Il se trouve dans le parc Aibahama (en), le long de la rivière Shinmachi. 

## Source de la traduction
- (en) Cet article est partiellement ou en totalité issu de l’article de Wikipédia en anglais intitulé « Tokushima Arts Foundation for Culture » (voir la liste des auteurs).